# One Drop (canción)
«One Drop» es el noveno sencillo de la boy band japonesa KAT-TUN y tercer sencillo para el álbum de estudio Break the Records -by you & for you-. Fue lanzado el 11 de febrero de 2009 y se convirtió en el noveno número uno consecutivo del grupo en las listas de Oricon diarios y semanales.

## Información del sencillo
El sencillo fue lanzado en tres ediciones y es destacado el material gráfico de cubierta alterna. La edición limitada vino con un DVD con el video musical y la realización del mismo, la primera edición regular incluye un tema extra y la edición regular incluye las versiones instrumentales de las canciones del sencillo.
"One Drop" es el tema musical para el drama Kami no Shizuku de un miembro de KAT-TUN Kamenashi Kazuya, en la que interpreta el personaje principal mientras que "D-T-S" fue utilizado como la canción de inserción para la Lotte "Plus X", un comercial de televisión.
ONE DROP vendió 281.359 copias en su primera semana y se certifica "Platino" por el envío de 250.000 copias.

## Ventas

### Oricon sales chart (Japón)
| Lanzamiento           | Lista                        | Posición Máxima | Ventas Totales |
| --------------------- | ---------------------------- | --------------- | -------------- |
| 11 de febrero de 2009 | Oricon Daily Singles Chart   | n.º 1           | 139.260        |
| 18 de febrero de 2009 | Oricon Weekly Singles Chart  | n.º 1           | 281.359        |
| Febrero de 2009       | Oricon Monthly Singles Chart | n.º 1           | 324.465        |
| Diciembre de 2009     | Oricon Yearly Singles Chart  | n.º 9           | 331.248        |

Ventas totales hasta ahora - 331.248*

## Lista de pistas
- Edición Limitada Lista de pistas

| N.º | Título     | Escritor(es)                                                                    | Duración |  |
| 1.  | «ONE DROP» | Spin (letras), Joker (letras del rap), t-oga, M.U.R. (música), ha-j (arreglado) |          |  |
| 2.  | «D-T-S»    | Sean-D (letras), Joker (letras del rap), Morino (música), ha-j (arreglado)      |          |  |

- First Press Edición Regular Lista de pistas

| N.º | Título | Escritor(es) | Duración |  |

- Edición Regular Lista de pistas

| N.º | Título | Escritor(es) | Duración |  |